# Пјопо (Палермо)
Пјопо је насеље у Италији у округу Палермо, региону Сицилија.
Према процени из 2011. у насељу је живело 2656 становника. Насеље се налази на надморској висини од 508 м.